# Mary Medd
Mary Medd, geborene Mary Crowley (* 4. August 1907 in Bradford; † 6. Juni 2005 in Woolmer Green, Hertfordshire), war eine britische Architektin, die für ihre Entwürfe für öffentliche Gebäude, darunter Schulen, bekannt war. Sie war die erste Architektin, die vom Hertfordshire County Council eingestellt wurde.

## Leben
Mary Crowley wuchs als Tochter von Muriel und Ralph Henry Crowley in den Gartenstädten Letchworth und Welwyn auf. Ihr Vater arbeitete als Chief Medical Officer im Entwicklungsministerium und war ein Pionier der Open-Air-School-Bewegung in England. Nach ihrer Schulzeit an der Privatschule Bedales School und Abitur in der Schweiz studierte sie ab 1927 an der Architectural Association School of Architecture.
1941 stellte der Bildungsbeauftragte von Hertfordshire sie als erste Architektin ein. 1949 heiratete sie den Architekten David Leslie Medd (1917–2009) und wurde zusammen mit ihm zu den führenden Schuldesignern in England und Wales.